# 島津豊久
島津 豊久（しまづ とよひさ）は、安土桃山時代の武将。島津氏の家臣。島津家久の長男。

## 生涯

### 幼少期から初陣
元亀元年（1570年）、島津家久の子として誕生。幼名は豊寿丸で、初めは島津 忠豊と名乗っていたが、のちに豊久と改名した。天正11年4月11日（1583年6月1日）、上井覚兼が佐土原に赴いたが、父・家久が留守だったため対応する。
天正12年3月（1584年4月）の沖田畷の戦いに初陣。まだ元服していなかったが、新納忠元の後見のもと、敵の首級一つを討ち取った。この戦いの直前の早朝、父・家久は、13歳の豊久に「あっぱれな武者ぶり、ただ上帯の結び方はこうするのだ」と結び直して脇差でその帯端を切り、「よく聞け。もし戦に勝って討死しなければ、この上帯は儂が解こう。だが今日の戦で屍を戦場に晒すときは、切った上帯を見て、島津が家に生まれた者の思い切ったる所作と敵も知り、儂もその死を喜ぼう」と言ったという。沖田畷において家久・豊久父子は奮戦し、勝利して無事に帰還した後、家久は豊久の帯を解いたといわれる。
天正12年4月14日（1584年5月23日）に肥後国で元服を果たした。ちなみに、天正13年12月（1586年2月）、父の家久が豊久兄弟3人の疱瘡治療のため、薬の『蘇香円』を持っていればいただきたいという旨を、上井覚兼に伝えている。

### 天正の役
天正15年4月17日（1587年5月24日）、豊後国を侵攻した天正の役の根白坂の戦いでは伯父の義弘らとともに根白坂に攻めかかるが敗北し、撤退した。
天正15年6月5日（1587年7月10日）、父・家久が死去し、天正16年（1588年）、その跡を継いで日向国都於郡・佐土原等979町の朱印状・所領目録を拝領して、日向佐土原城（宮崎市佐土原町）の城主となった。この年、島津氏は豊臣秀吉に降伏し、家久は豊臣氏の陣中に赴いて帰った後に急死したため、暗殺や毒殺ともいわれるが、あらぬ疑いを避けるためか秀吉は豊久に特別に所領を与えるよう島津義弘に命じたといわれる。また、父の死後は伯父の義弘が実子同様に養育し、豊久は義弘に戦の心を学んだといわれ、そのために義弘に恩義を感じていたという説がある。一方で、秀吉の弟・秀長が家久の「独立」を支持し、秀吉が家久を独立大名として安堵する方針を示した直後に家久が急死したが豊久がそのまま相続することが許されて知行宛行状が出されたとする説もある（小竹文男は秀長に支持された家久・豊久父子と石田三成に支持された義弘の対立構造とみる）。

### 朝鮮の役
その後、豊臣氏による天正18年4月（1590年5月）の小田原征伐に従軍。文禄元年（1592年）、朝鮮へ出兵した文禄・慶長の役に従軍。3月に、騎兵30余騎、雑兵500余人を率いて釜山に着船し、都門に侵攻するが、朝鮮王李昭は義州に出奔していた。同年5月上旬、江原道の春川（チュンチョン）城へ在城していた際、押し寄せた敵兵6万余騎に対し500人あまりで籠城し、100余艇の鉄砲を放ち、敵が浮足立った際、城門から500余人で撃退に成功したとされる。同年5月20日、晋州攻略を命じられ、手勢476人を率いて出陣。文禄2年（1593年）6月29日、諸将とともに晋州城を攻略。このとき、豊久の馬験が入場一番乗りを果たす。慶長2年（1597年）2月21日、諸将、加徳島に在番中、再度の出撃を命じられ、豊久は手勢800人で3番目。安骨浦（アンコッポ）に在陣。同年7月15日、漆川梁海戦に参戦。朝鮮水軍で3番目の大船に漕ぎつけた豊久は、「豊久跳んで敵船に移り，敵を斬ること麻の如し」と記録されるほど活躍をみせ、家臣とともに競いながら敵から奪取した船は、のちに豊臣政権に献上して感状を貰っている。同年8月15日、南原城の戦いに参戦して先駆けし、敵首13を討ち取り、翌日、敵首の鼻を添えて日本に注進。同年9月20日、泗川に帰陣して、泗川新城を普請。同年12月、蔚山城の戦いに後詰めとして出陣。慶長3年（1598年）1月、明の兵が守る彦陽城を攻撃する際、単騎にて先駆けを行い、敵首2級を討ち取るが、左耳下に傷を負う。同年8月、秋月種長、高橋元種、相良頼房とともに帰国を命じられ、同年11月21日、船20艘にて釜山前の椎木島に滞在し、義弘父子を救出して、その2日後に帰国。文禄元年から6年間の朝鮮滞在となった。慶長4年（1599年）2月、朝鮮国での功績により、中務大輔ならびに侍従となった。
この朝鮮の役の間の1596年には、豊臣秀吉から豊久にあてて、天正の役の最中に拉致した豊後国の男女を人身売買の対象とせずに、豊後国に返すよう、朱印状が届けられた。
先年　於豊州　乱妨取之男女事、分領中　尋校、有次第帰国之議　可申付候、於隠置者、可為　越度候、并　人之売買　一切　可相止候。先年　雖被相定候、重而　被仰出候也。十一月二日（秀吉朱印）島津又七郎留守居—豊臣秀吉

### 庄内の乱
慶長4年（1599年）3月29日、徳川家康から領国に戻り島津義久と相談するよう命じられ、佐土原に到着。同年6月上旬、島津忠恒の出陣により庄内の乱に出陣。新納忠元・村尾重侯らと山田城攻めの大将となり、これを攻め落とし、慶長5年（1600年）3月15日、伊集院忠真の降伏により庄内の乱は終結。この功績により、島津忠恒より感状と太刀一腰を賜った。乱の終結後、島津義久は豊久の軍功に対し野々美谷（現・宮崎県都城市野々美谷町）を与えるとしたが、豊久はこれを辞退している。

### 島津の退き口
慶長5年（1600年）5月12日に伏見に参勤すべく佐土原を出立、無事に参勤を果たし帰国の暇乞いのため6月5日に大坂へ下る。同年8月1日、義弘とともに西軍に属し、伏見城の戦いに参加。伏見城落城後の同年8月15日、伏見から石田三成の居城・佐和山に赴き、美濃に出陣。東軍が岐阜城を攻撃するとの情報により、石田三成は豊久に江渡ノ渡の防御を依頼。同年8月23日、岐阜城を陥落するが、敵が後ろを遮ろうとしているとの情報を耳にし、大垣城外楽田に撤退する。
関ヶ原の戦いが勃発すると伯父の義弘とともに西軍として参陣した。慶長5年（1600年）9月14日に、義弘は豊久を石田三成本陣に派遣し、赤坂在陣中の関東勢への夜討ちを提案するが、自軍は大軍なので日中広野で勝負を決すべしとして、三成は提案を却下されたといわれている。しかし、義弘は自らが提案した夜襲を聞き入れなかった西軍への不信から戦闘には参加しなかったといわれていたが、この逸話は『落穂集』という二次的な編纂物に書かれたものであり、また島津方の史料にも夜討ちに関する記事がほとんどみられないことから、史実だと断じるわけにはいかない。その夜、関ヶ原に陣替えし、9月15日の夜明け前に、雨天で濃霧のなか、石田陣から1町ほど隔てて布陣。それから1町ほど隔てた地に義弘も布陣している。豊久の備えには長寿院盛淳が来て、馬上で暇乞いをしたが、「今日は味方弱候得は、今日の鑓は突けましきぞ」と豊久は答え、互いに笑って別れている。石田三成の家臣である八十島助左衛門が使者として助勢を要請に来た際は、下馬せず馬上から申し出たことに家臣たちは「尾籠」だと悪口を言い、使者の態度に激怒した豊久も「今日の儀は面々手柄次第に可相働候、御方も共通に御心得候得」と怒鳴り返して追い返したと伝えられている。

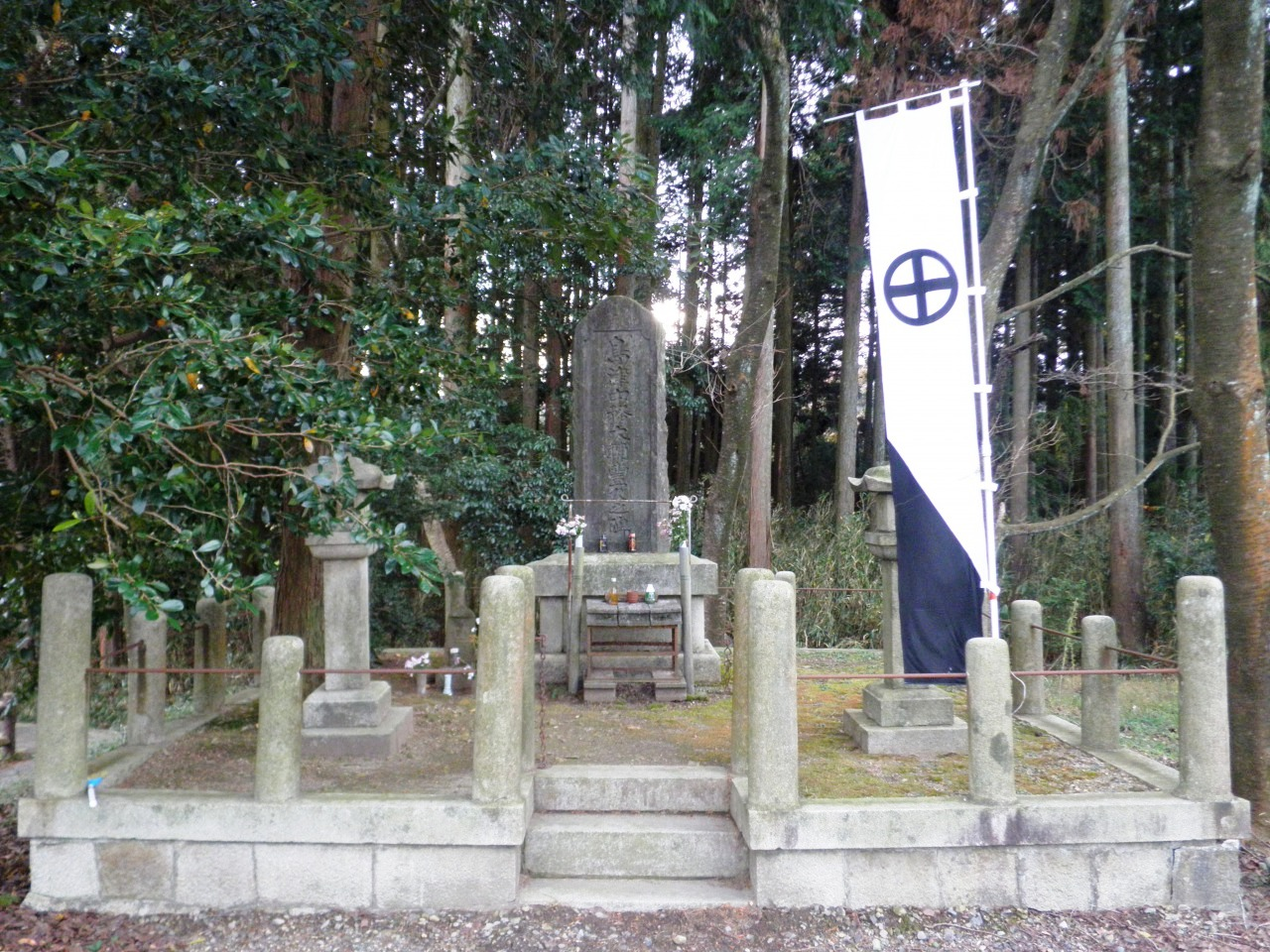
関ヶ原の戦いでの島津豊久奮戦の地（烏頭坂）に立つ島津豊久碑（岐阜県大垣市上石津町）

乱戦の最中、義弘を一度見失った豊久は、涙を流しながら義弘はどうしているかと心配し、義弘とその後合流できたと伝えられている。やがて、戦いが東軍優位となると島津隊は戦場で孤立するかたちとなり、退路を断たれた義弘は切腹する覚悟を決めた。しかし豊久は戦後にやってくる難局に立ち向かうには伯父義弘が生きて帰ることが必要だと感じ、「島津家の存在は義弘公にかかっている。義弘公こそ生き残らねばならない」、「天運はすでに窮まる。戦うというも負けは明らかなり。我もここに戦死しよう。義弘公は兵を率いて薩摩に帰られよ。国家の存亡は公（義弘）の一身にかかれり」と述べ撤兵を促した。これで意を決した義弘は、家康本陣をかすめるように伊勢街道方面へ撤退することにした（島津の退き口）。豊久はこの戦闘において殿軍を務めたが、東軍の追撃が激しく島津隊は多数の犠牲を出した。井伊直政勢が迫り、鉄砲を一度放って、あとは乱戦。豊久は義弘の身代わり（捨て奸）となって、付き従う中村源助・上原貞右衛門・冨山庄太夫ら13騎と大軍の中へ駆け入って討死した。薩藩旧記雑録には、「鉄砲で井伊直政を落馬させ、東軍の追討を撃退。島津豊久、大量に出血」という内容が記されている。一説によると、豊久は重傷を負いながらも義弘を9km近く追いかけ、瑠璃光寺の住職たちや村長が介抱したが、上石津の樫原あたりで死亡し、荼毘に付されて近くの瑠璃光寺に埋葬されたという伝承があり、同寺には墓が現存している。また、かなり早い段階で豊久の馬が、鞍に血溜まりがあり主を失った状態で見つかったとも伝えられている。いずれにせよこの豊久らの決死の活躍で、義弘は無事に薩摩に帰還することができたのであった。
ただし、島津方では豊久討ち死にの確証を得ていなかったらしく、島津義弘は押川公近へ三虚空蔵参りと称させて豊久の安否を探らせ、公近は諸国を3ヶ年遍歴している。豊久の法名は『天岑昌運』。ちなみに、岐阜市歴史博物館蔵の『関ヶ原合戦図屏風』には馬上で采配をふる豊久の姿が描かれている。

### 死後
戦後、領地の佐土原は無嗣断絶の扱いでいったん徳川家に接収され山口直友の与力・庄田安信を在番させている、のちに一族の島津以久が入った。豊久には子供がなく、家は姪の婿である喜入忠栄が相続した。しかしその系統も寛永元年（1624年）に断絶。のちに18代当主・島津家久（忠恒）の子・久雄が継嗣に入り、永吉島津家として残る。
また慶長7年（1602年）生まれの甥の島津久敏がおり、久敏の父で豊久の義弟にあたる島津久信が以久死後の佐土原藩主相続を辞退している。
豊久の鎧は永吉島津家当主・島津久芳が安永6年（1777年）に入手し、永吉島津氏の菩提寺・天昌寺に納められたとされており、現在は尚古集成館に保管され、日置市中央公民館にはその写しが展示されている。

## 人物・逸話
美少年であったとされており、薩摩藩の伝承や説話をまとめた資料でも、初陣の戦で先陣を切る若き豊久が記されている『倭文麻環（しずのおだまき）』には「世に類いなき容顔美麗なるのみならず、知勇卓犖たる少年」と、比べるものがないほど姿が美しいのみならず、知略と武勇も抜きんでた少年と記されており、『薩藩旧伝集』には「無双の美童」、「美少人」と記されている。また、南方熊楠も薩摩出身の外交官・荒川巳治から「島津豊久ことのほか美少年なりし。征韓の役に臨み、家中の勇士を一人一人前へ呼んで思いざしせり。それゆえ猛士みなおのれ一人を主君はことに愛せらると思い、みなみな一気に猛戦せしということなりし」という話を聞かされたという。
関ヶ原の戦いには、島津義弘から滞在中の京都より佐土原に帰る直前に呼び止められて加わったが、ただし義弘との個人的な繋がりが資料に深く刻まれているというわけではない。

## 墓所

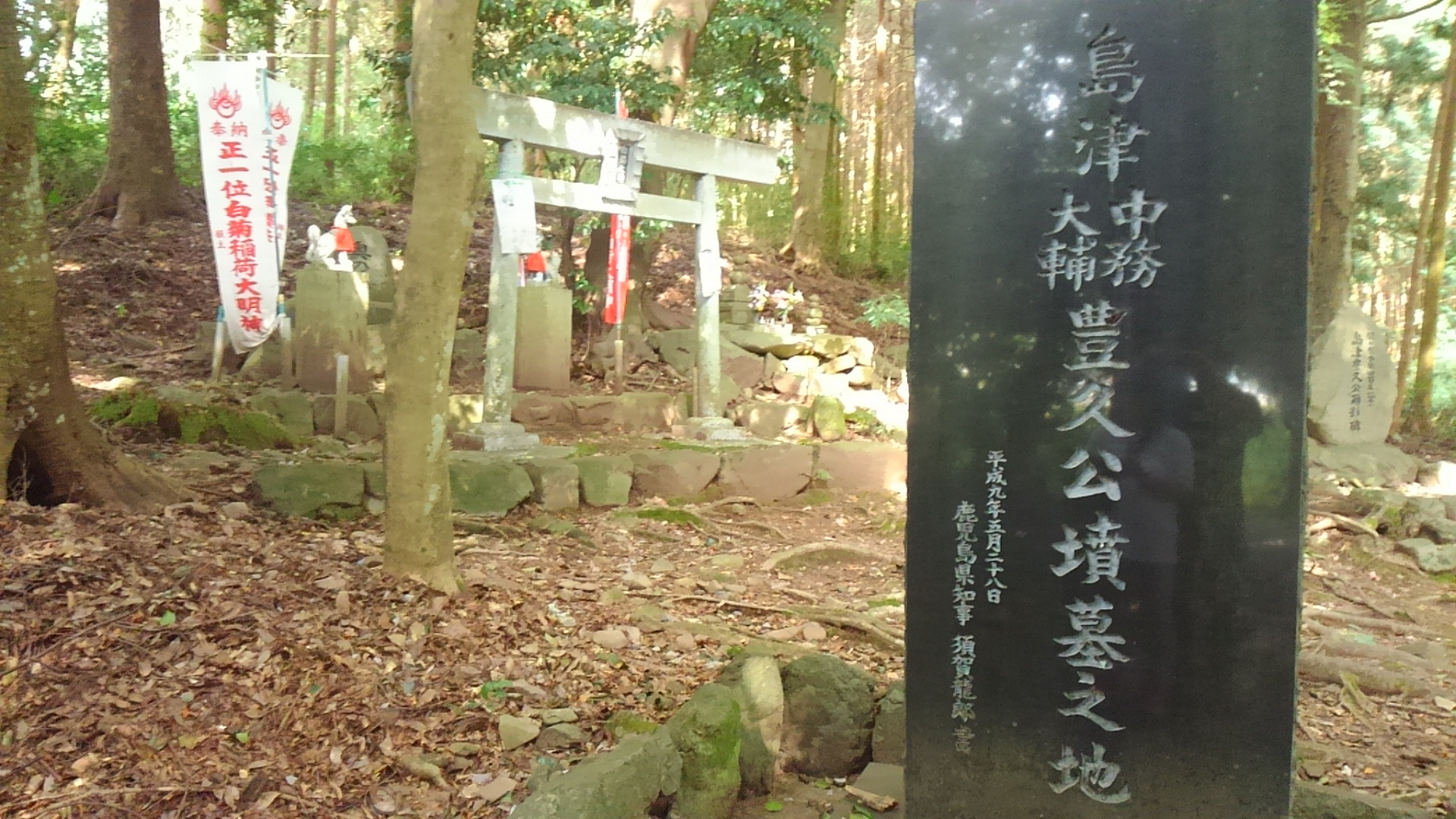
大垣市上石津の豊久の墓

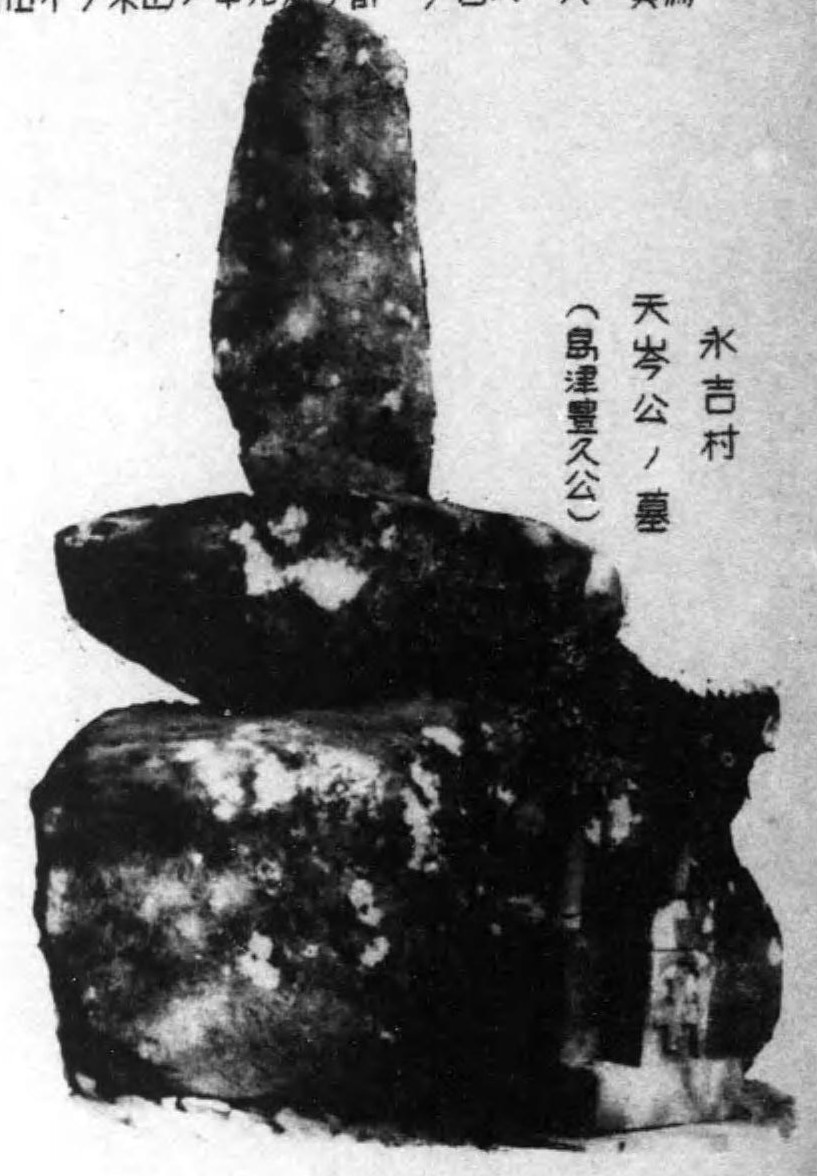
天岑（島津豊久）公の墓（日置郡永吉村（現日置市））

通説で戦死した場所といわれる岐阜県大垣市上石津町烏頭坂には、島津忠重揮毫による豊久の石碑がある。また、同町上多良地区にある通称「島津塚」は豊久の墓と伝えられる。
また、現地には豊久の死について異説が伝わっている。一つは、落ち延びてきた豊久一行を村人が拒絶したため豊久は無念の死を遂げ、その祟りのために墓所には草木も生えなくなったという話である。もう一つは全く逆で、必死に豊久を看病する村人に嫌疑がかかるのを忍びなく思い自刃したという話である。
さらに宮崎県佐土原町および鹿児島県日置市の双方にあった天昌寺にも祀られており、佐土原町の天昌寺の過去帳の写しには豊久と一緒に戦死した家来の俗名が35人分記載されている。寺は共に廃寺となったが墓は現存している。

## 登場作品
書籍
- 山元泰生『島津家久と島津豊久』（学陽書房 人物文庫）
- 近衛龍春『忠義に死す 島津豊久』（KADOKAWA　のち角川文庫]）

楽曲
- さくらゆき『証』（作詞：遠野ゆき、作曲：伊勢賢治）

ドラマ
- NHK大河ドラマ『葵 徳川三代』（2000年、演：山口祐一郎）
- NHK大河ドラマ『功名が辻』（2006年、演：田村亮）

映画
- 『関ヶ原』（2017年、演：三浦誠己）

漫画
- 『ドリフターズ』

ゲーム
- 『戦国無双4』(声：宮坂俊蔵)